# Joseph Gehot
Joseph Gehot (* 7. April 1756 in Brüssel; † um 1820 in den USA) war ein belgischer Violinist und Komponist der Klassik.

## Leben
Joseph Gehot kam im Alter von elf Jahren in die Hofkapelle des Herzogs von Lothringen und wurde dort von Pieter van Maldere ausgebildet. Er unternahm Reisen nach Deutschland, Frankreich und England. In Paris und London veröffentlichte er mehrere kammermusikalische Sammlungen. Für mehrere Londoner Theater komponierte er Opern. Ebenfalls veröffentlichte er in seiner Londoner Zeit drei Lehrwerke.
1792 emigrierte er mit anderen Musikern in die Vereinigten Staaten. Hier warb er damit, unter der Leitung von Joseph Haydn und Ignaz Pleyel im „Professional Concert“ in London gespielt zu haben, was aber nicht belegt ist. Im September 1792 wurde in New York seine „Overture in Twelve Movements, Expressive of a Voyage from England to America“ aufgeführt. Ab dem Ende des Jahres 1792 war er als Violinist der Konzertgesellschaft der Stadt Philadelphia tätig. Hier schuf er weitere Werke, die regelmäßig aufgeführt wurden. Auch soll er in dieser Zeit zwei Violinkonzerte komponiert haben, die genau wie die vorgenannte Ouverture verschollen sind.

## Werke (Auswahl)

### Instrumental
- 6 Streichquartette op. 1 (London 1777)
- 6 Trios op. 2 (Paris und London)
- Six Easy Duettos op. 3
- 24 Military Pieces op. 4
- 6 Trios op. 5 (2 Violinen und Cello)
- 6 Streichquartette op. 7 (1788)
- 6 Duette für Violine und Cello op. 9 (1790)

### Bühnenwerke
- „The Maid’s Last Shift or Any Rather than Fail burletta“ (1787 London, Royal Circus)
- „The Enraged Musician“ (1789 London, Royal Grove)
- „The Marriage by Stratagan or The Musical Amateur“ (1789 London, Royal Grove)
- „The Royal Naval Review at Plymouth“ (1789 London, Royal Grove)
- „She Would Be a Soldier“ (1789 London, Royal Grove)

### Lehrwerke
- „A Treatise on the Theory and Practice of Music“ (1784)
- „The Art of Bowing on the Violin“
- „The Complete Instructions for every Musical Instruments“